# Walter Arnaldo Kupper
Walter Arnaldo Kupper (23 de Março de 1923 - 10 de Dezembro de 2009) foi um atleta (Lançamento de martelo) e dirigente esportivo brasileiro.
Como atleta, foi medalhista de ouro no Campeonato Sul-Americano de Atletismo de 1954 e medalhista de prata no Campeonato Sul-Americano de Atletismo de 1958. Disputou os Jogos Pan-Americanos de 1955, na Cidade do México, terminando a sua prova na 6ª coloação.
É considerado um dos maiores nomes do atletismo do Clube de Regatas do Flamengo, e seu nome está eternizado na Calçada da Fama do Clube.
Depois de aposentar-se, ele foi diretor em várias gestões da AVAT-RJ (Associação de Veteranos de Atletismo do Rio de Janeiro), além de Fundador da ABRAM (presidente na gestão 1993/1994), e o primeiro brasileiro a presidir a ASUDAVE – Asociación Sudamericana de Atletas Veteranos - em duas gestões: 1994/95 e 1996/98.
Nas Olimpíadas de 1972 em Munique, Kupper era um dos técnicos de atletismo da Delegação Brasileira Olímpica do Brasil.

## Homenagens
- Em 1987, ele foi agraciado com Diploma Mérito Maior do Atletismo do Estado do Rio de Janeiro, por sua carreira desportista.[8]

- Em 2012 foi criada uma prova de atletismo chamada "Troféu Walter Arnaldo Kupper" em sua homenagem.[9]